# عين قضيب
عين قضيب قرية سورية في ناحية القدموس في منطقة بانياس التابعة لمحافظة طرطوس.